# Paracyclois milneedwardsii
Paracyclois milneedwardsii is een krabbensoort uit de familie van de Calappidae. De wetenschappelijke naam van de soort is voor het eerst geldig gepubliceerd in 1886 door Edward John Miers.
De soort werd ontdekt op de Challenger-expeditie van 1873-76 ten noorden van de Admiraliteitseilanden. Ze is genoemd naar Alphonse Milne-Edwards. 